# Aecie

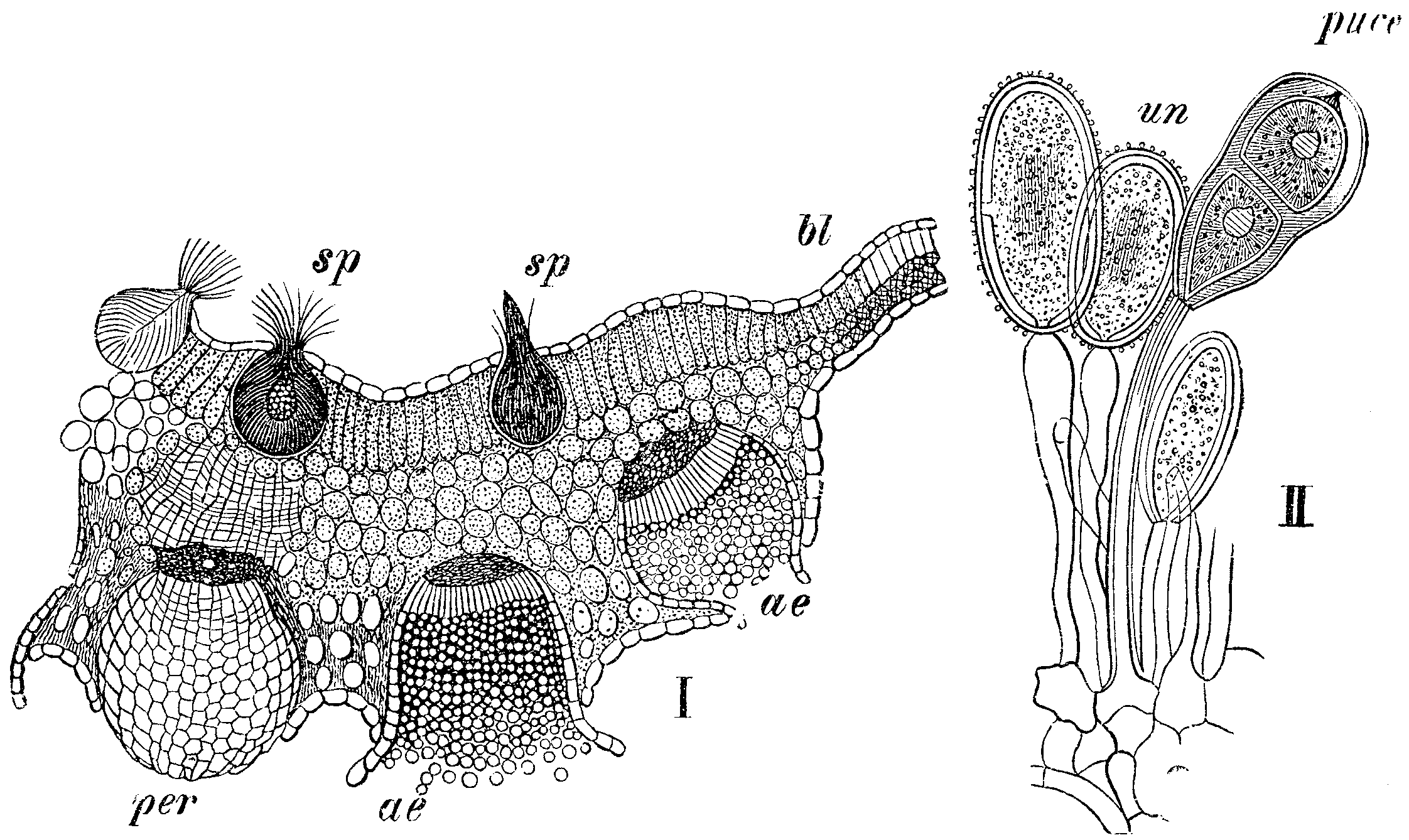
Schematische Zeichnung eines von Rostpilzen befallenen Blattes im Querschnitt. Zu sehen sind verschiedene Aecienformen (per – Peridermium; ae – aufplatzendes Aecidium) und Spermogonien (sp) der Nebenfruchtform (I) sowie Uredo- (un) und Teliosporen (pucc) der Hauptfruchtform.

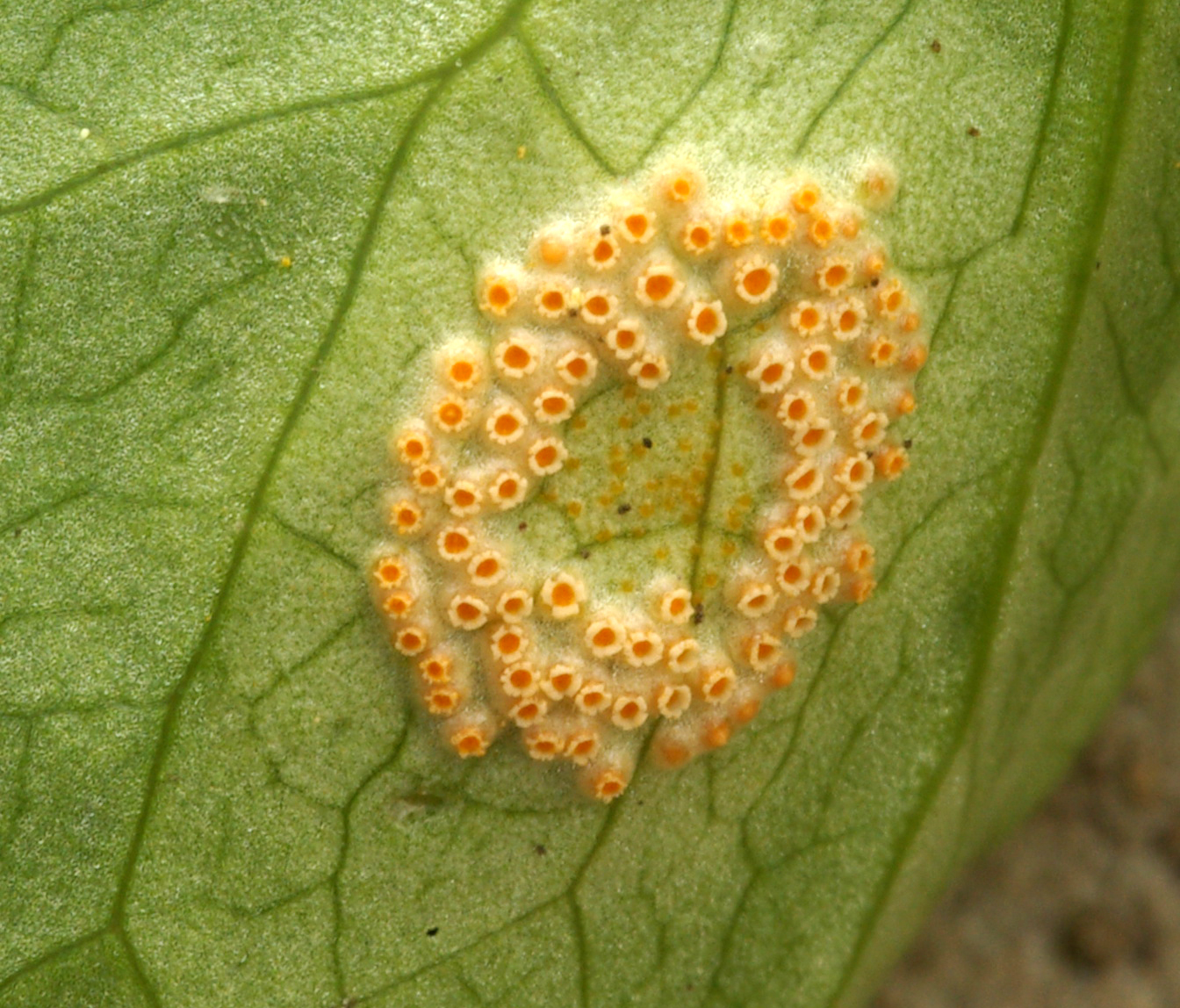
Becherförmige Aecien (sogenannte Aecidien) von Puccinia sessilis auf der Blattunterseite eines Gefleckten Aronstabes (Arum maculatum)

Die Aecie oder das Aecium ist eine Form der Sporenlager, die bei der Nebenfruchtform der Rostpilze (Pucciniales) auftritt, die als Endoparasiten von Gefäßpflanzen wachsen. Dabei handelt es sich um ein Myzel mit zweikernigen Zellen, das durch Abschnürung sogenannte Aeciosporen ausbildet. Sie bilden die erste zweikernige Phase im Lebenszyklus eines Rostpilzes und entstehen, indem die einkernigen Empfängnishyphen der Spermogonien einen Kern eines Spermatiums derselben Art aufnehmen und daraufhin ein dikaryotisches Myzel bilden. Ihre Aeciosporen keimen in der Regel zu Telien oder Uredien auf einem anderen oder dem gleichen Wirt. Je nach Gestalt ihrer Aecien werden Rostpilze, deren Hauptfruchtform nicht bekannt ist, in unterschiedliche Formgattungen unterteilt: Caeoma für einfache Aecien ohne Peridien (Gefäßwände), Aecidium für becherförmige Sporenlager mit oberseitig offenen Peridien, Peridermium für Aecien mit zunächst kuppelartig geschlossenen Wänden und Roestelia für jene Arten, die gitterförmige Peridien ausbilden. Die Bezeichnung für die jeweiligen Aecienformen entspricht dabei der der Anamorphengattung.

## Entstehung und Aufbau
Aecien sind aus einer Grundschicht von zweikernigen Basalzellen aufgebaut. Sie entstehen aus einem Myzel, das von den Spermogonien meist von einer Seite des Wirtsblattes auf die andere wächst. Es dient in erster Linie der Weitergabe von Zellkernen, die die Empfängnishypen von den Spermatien erhalten haben und ist Voraussetzung dafür, dass sich zweigeschlechtliche Zellen an der Basis der entstehenden Aecien bilden können. Die zweikernigen Basalzellen können durch Teilung einerseits Peridienzellen abschnüren, die der Stabilisierung des Sporenlagers dienen, andererseits können sie durch lange, perlschnurartige Zellketten auch Aeciosporen bilden. Letztere besitzen wie das Muttermyzel jeweils zwei verschiedene Kerne und dienen der Verbreitung des Pilzes. Wo sie auf einen geeigneten Wirt fallen, können sie durch dessen Spaltöffnungen eindringen und dort entweder Uredien oder Telien ausbilden, womit der Übergang von der Neben- zur Hauptfruchtform vollzogen ist.

## Bedeutung für die Taxonomie
Auch wenn die Morphologie der Aecien keinen Aufschluss über die genetischen Verwandtschaftsverhältnisse verschiedener Arten gibt, wurde und wird sie in der Mykologie dafür verwendet, die Anamorphen von Rostpilzen zu klassifizieren. Diese Klassifikation ist insbesondere dort von Bedeutung, wo die Hauptfruchtform einer Art nicht bekannt ist und dennoch eine vorläufige Beschreibung angefertigt werden soll. Die Rostpilze werden für gewöhnlich in vier verschiedene Anamorphengattungen unterteilt:
- Caeoma – Einfache Aecien ohne Peridien (Caeomanien mit Caeomasporen)
- Aecidium – Becherförmige Aecien mit oberseitig offenem Peridiengewebe (Aecidien mit Aecidiosporen)
- Peridermium – Aecien mit zunächst kuppelartig geschlossenen Wänden (Peridermien mit Peridermiosporen)
- Roestelia – Aecien mit gitterartigen Wandstrukturen (Roestelien mit Roesteliosporen)